# Şagadam FK
Maillots
Le Şagadam FK, Şagadam Türkmenbaşy est un club turkmène de football basé à Türkmenbaşy.

## Palmarès
- Championnat du Turkménistan (1)
  - Champion : 2002

- Coupe du Turkménistan (2)
  - Vainqueur : 2007, 2021
  - Finaliste : 2002, 2015, 2017

- Supercoupe du Turkménistan
  - Finaliste : 2007, 2016, 2022